# Senorius
Senorius is een kevergeslacht uit de familie van de boktorren (Cerambycidae). De wetenschappelijke naam van het geslacht werd voor het eerst geldig gepubliceerd in 1992 door Hüdepohl.

## Soorten
Senorius is monotypisch en omvat slechts de volgende soort:
- Senorius smetanai Hüdepohl, 1992